# Megacrania wegneri
Megacrania wegneri är en insektsart som beskrevs av Willemse, C. 1955. Megacrania wegneri ingår i släktet Megacrania och familjen Phasmatidae. Inga underarter finns listade i Catalogue of Life.